# Ellsworth Vines

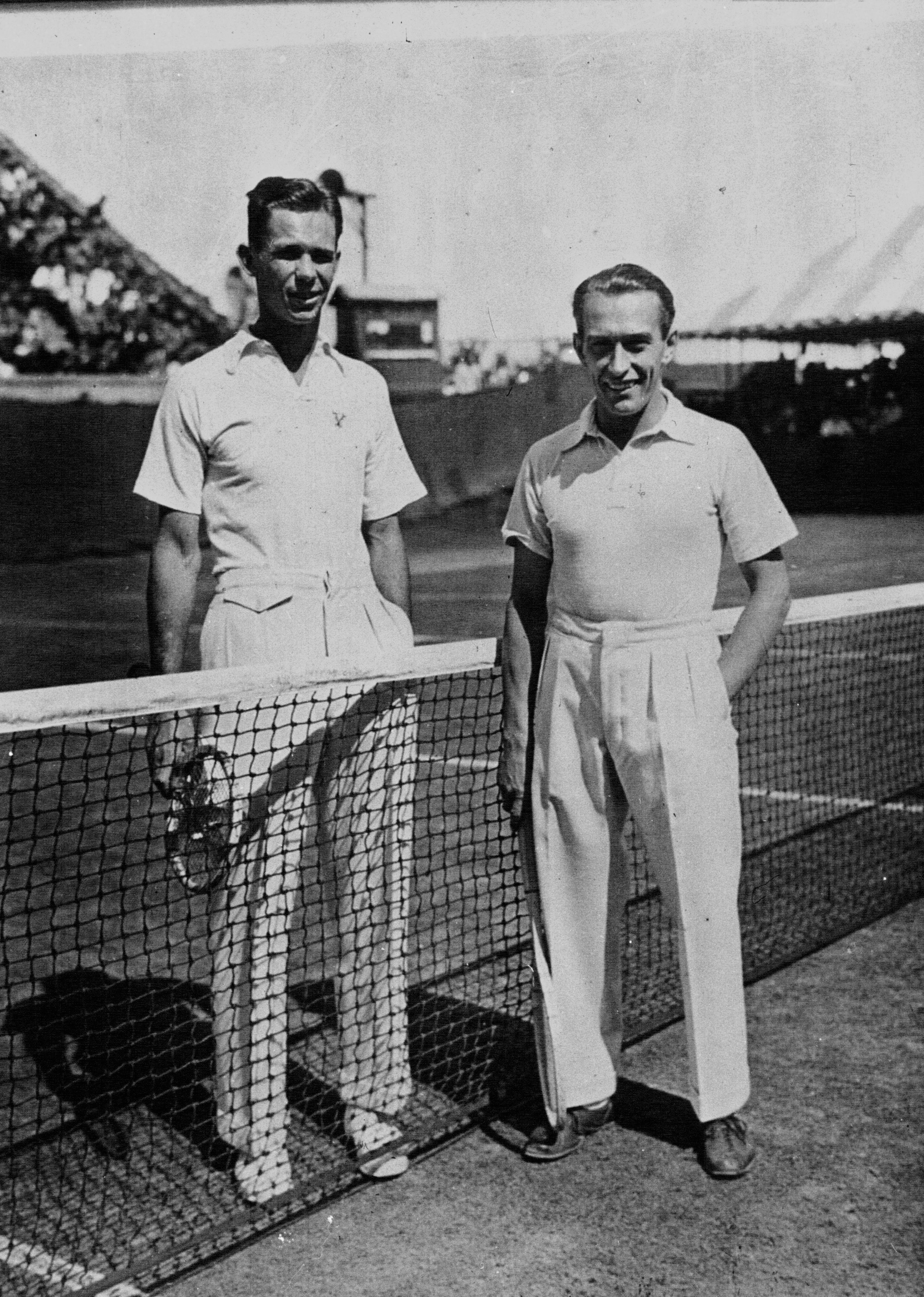
Ellsworth Vines (l.) mit Henri Cochet

Henry Ellsworth „Elly“ Vines junior (* 28. September 1911 in Los Angeles, Kalifornien; † 17. März 1994 in La Quinta, Kalifornien) war ein US-amerikanischer Tennisspieler.

## Karriere
Im Jahr 1933 wurde er Tennisprofi, nachdem er zuvor die amerikanischen Meisterschaften, heute US Open (1931, 1932), und in Wimbledon (1932) gewonnen hatte. Er wird zu den besten Tennisspielern aller Zeiten gezählt. Mit dem amerikanischen Team gewann er zudem 1933 den Davis Cup. Nach seiner Karriere als Tennisspieler wurde er Golfprofi und konnte ein Turnier auf der US-Profiserie gewinnen.
Im Jahr 1962 wurde er in die Hall of Fame des Tennissports aufgenommen.